# دواب (أشنوية)
دواب هي قرية في مقاطعة أشنوية، إيران. يقدر عدد سكانها بـ 206 نسمة بحسب إحصاء 2016.